# (31698) Nikolaiortiz
(31698) Nikolaiortiz es un asteroide perteneciente al cinturón de asteroides, descubierto el 10 de mayo de 1999 por el equipo del Lincoln Near-Earth Asteroid Research desde el Laboratorio Lincoln, Socorro, Nuevo México.

## Designación y nombre
Designado provisionalmente como 1999 JL33. Fue nombrado por Nikolai Victorovitch Ortiz (n. 2002) quien fue finalista en Broadcom MASTERS 2015, una competencia de matemáticas y ciencias para estudiantes de secundaria, por su proyecto de ciencias ambientales y terrestres. Asiste a la Seashore Middle Academy, Corpus Christi, Texas.

## Características orbitales
Nikolaiortiz está situado a una distancia media del Sol de 2,940 ua, pudiendo alejarse hasta 3,052 ua y acercarse hasta 2,829 ua. Su excentricidad es 0,038 y la inclinación orbital 1,074 grados. Emplea 1841,60 días en completar una órbita alrededor del Sol.
Los próximos acercamientos a la órbita de Júpiter ocurrirán el 20 de octubre de 2046, el 11 de noviembre de 2081 y el 30 de junio de 2178.
Pertenece a la familia de asteroides de (158) Koronis.

## Características físicas
La magnitud absoluta de Nikolaiortiz es 14,48. Tiene 4,131 km de diámetro y su albedo se estima en 0,216.